# Barac

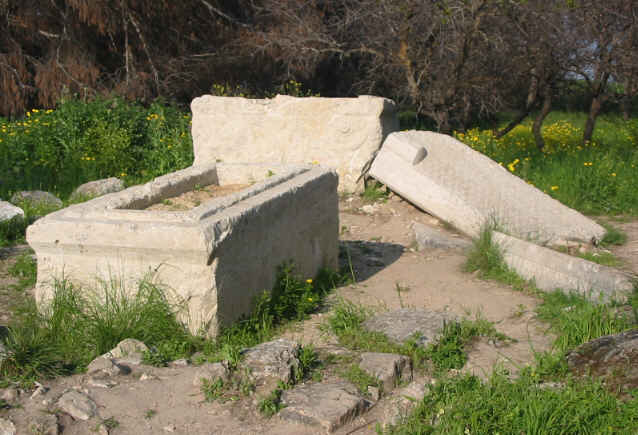
Tumba cerca de Tel Kadesh atribuida a Barac o Débora

Barac (/ˈbɛəræk/ o /ˈbɛərək/; hebreo: בָּרָק, hebreo: בָּרָק: Bārāq; en árabe: البُراق‎: al-Burāq, en ambos casos significa ‘rayo’) fue un gobernante del Antiguo Israel. En el libro bíblico de los Jueces, Barac figura como comandante militar, junto con la profetisa Débora, de la Tribu de Efraín, y quinto Juez del Israel premonárquico, que derrotó al ejército cananeo dirigido por Sísara. (hebreo: בָּרָק)

## Biografía
Era hijo de Abinoam de Cedes en Neftalí, la madre de Barac era de la Tribu de Benjamín. Su historia se cuenta en el Libro de los Jueces, Capítulos 4 y 5.

## Historia bíblica

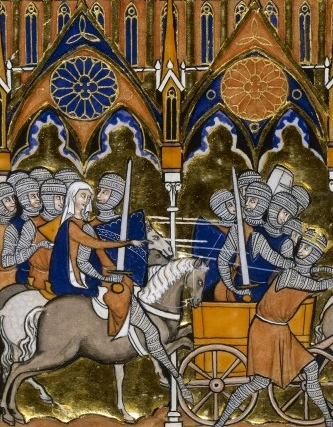
Débora, es uno de los jueces de Israel que envió a Barac a luchar contra los cananeos. Miniatura, extracto del Salterio de San Luis,

La historia de la derrota de los cananeos dirigidos por Sísara a manos de los hebreos, bajo el liderazgo profético de Débora y el liderazgo militar de Barac, se relata en prosa (Capítulo de los Jueces 4) y se repite en poesía (Capítulo 5, el cual es conocido como la Canción o Canto de Débora).
El capítulo 4 marca como el jefe enemigo a Jabin, rey de Jasor (actualmente Tell el-Qedah, aproximadamente tres millas al suroeste de Hula Basin), aunque la mayor parte del protagonismo se lo lleva su comandante en jefe, Sísara de Harosheth-ha-goiim (posiblemente Tell el-'Amr, aproximadamente a 12 millas (19 km) al noroeste de Megiddo).
Débora convocó a Barac, el hijo de Abinoam, desde su casa en Cedes en Neftalí, y le ordenó, en el nombre de Yahvé, que llevara diez mil hombres al Monte Tabor. Aceptó con la condición de que Débora fuera con él. Allí son atacados, como Débora esperaba, por Sísara, cuyas fuerzas fueron puestas en fuga, y la mayor parte de ellas muertas, por el ejército de Barac.
Como Barac no habría ido a batallar sin Débora, el honor de la victoria no fue de él, sino de «una mujer» (Jueces 4:9). La mayoría de las autoridades creen que este pasaje se refiere al asesinato de Sísara por Yael en su tienda después de la batalla, mientras otros creen que esto se refiere a Débora misma.

## Derrota y muerte de Sisara

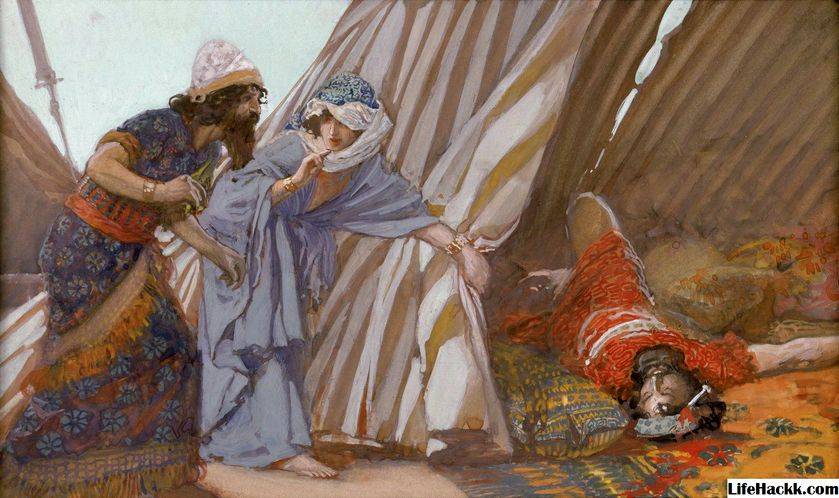
Yael muestra el cadáver de Sísara a Barac, por James Tissot.

Durante la batalla en el Monte Tabor, ocurrió un chaparrón, causando la súbita crecida del río, limitando la maniobrabilidad de los carros cananeos. Sísara huyó, buscando refugio en la tienda de una mujer quenita, Yael. Fingiendo hospitalidad, Yael le dio leche a beber a Sísara, quien cayó dormido de cansancio, y entonces lo mató clavándole una estaca de las de fijar las tiendas en la cabeza. Cuando Barac llegó, le mostró a Sísara, muerto en su tienda.

## Etimología
Barac ברק significa rayo en hebreo. Barca, el apellido del famoso Amílcar Barca, es el equivalente púnico del nombre.

## En el Nuevo Testamento
La Epístola a los hebreos 11:32-34 alaba la fe de Barac que le dio la victoria.